# Unterensingen
Unterensingen là một thị xã thuộc huyện Esslingen, bang Baden-Württemberg miền nam nước Đức.

## Địa lí
Nơi đây cách Stuttgart 19 km vể phía đông nam.